# Hubert Debatin

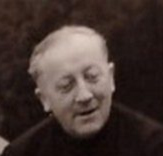
Pfarrer Hubert Debatin während seiner Zeit in Stettfeld

Hubert Debatin (* 6. Februar 1914 in Wiesloch; † 14. August 1992 in Fischerbach) war ein deutscher römisch-katholischer Pfarrer, Chorbischof der syro-malankarischen Kirche und Träger des Bundesverdienstkreuzes.

## Leben
Hubert Debatin wurde am 6. Februar 1914 als Sohn des aus Hambrücken stammenden Pflegers Heinrich Debatin (1883–1962) und dessen Ehefrau Veronika, geb. Heil (1883–1962) in Wiesloch geboren. Er hatte vier Brüder und zwei Schwestern; zwei der Geschwister sind im Kindesalter verstorben, ein Bruder (Peter, 1915–1942, cand. theol.) ist an der Ostfront gefallen. 
1920 bis 1924 besuchte er die Volksschule Wiesloch, von 1924 bis 1930 das Realgymnasium Wiesloch und ab 1930 das Ludwig-Wilhelm-Gymnasium Rastatt, wo er 1933 das Abitur ablegte. Das theologische Studium absolvierte er zwischen 1933 und 1938 in Freiburg und Tübingen und danach im Priesterseminar St. Peter. Im Freiburger Münster wurde er am 27. März 1938 von Erzbischof Conrad Gröber zum Priester geweiht.
Nach fast 52 Jahren priesterlichen Wirkens auf drei Kontinenten starb er am 14. August 1992 in Fischerbach und wurde am 20. August 1992 auf dem Friedhof in Hambrücken beigesetzt.

## Stationen als Seelsorger
(Quelle: )
- 20. April 1938 Vikar in Lenzkirch
- 17. Januar 1940 Vikar in Sinzheim
- 4. September 1940 Vikar in Mannheim (St. Elisabeth)
- 1940 bis 1943 Kriegsdienst als Sanitäter und Militärseelsorger; zuletzt Unteroffizier
- 1943 bis 1947 in englischer Kriegsgefangenschaft (u. a. in Constantine)
- 1947 bis 1948 Seelsorger in nordfranzösischen Kriegsgefangenenlagern (Rouen, Amiens, Lille)
- 9. Dezember 1948 Vikar in St. Leon
- 15. September 1949 Kooperator in Konstanz (Münster)
- 24. Oktober 1951 Pfarrer in Weil am Rhein (Investitur am 25. November 1951)
- 1. März 1960 Pfarrer Freiburg-Haslach (St. Michael; Investur am 1. Mai 1960)
- 8. Januar 1965 Pfarrer in Stettfeld (Investitur am 14. Februar 1965)
- 11. Mai 1971 Ernennung zum Geistlichen Rat ad honorem
- 13. Mai 1971 Missionar im Apostolischen Vikariat Windhoek (Namibia)
- 18. Oktober 1976 Vicarius Oeconomus in Endingen und Amoltern
- 12. Januar 1977 Auslandsseelsorger in Taizz (im damaligen Nordjemen)
- 24. November 1977 Pfarrverweser in Hohberg-Niederschopfheim
- 4. Oktober 1978 Pfarrer in Hohberg-Niederschopfheim
- 22. Oktober 1984 Pfarrer in Gaggenau-Moosbronn
- 1. Februar 1990 Ruhestand und Subsidiar in Fischerbach

## Auszeichnungen
(Quelle: )
- 29. August 1942 Eisernes Kreuz 2. Klasse und Panzerkampfabzeichen (Ägypten)
- 1972 Bundesverdienstkreuz der Bundesrepublik Deutschland
- 1985 Ernennung zum Chorbischof der syro-malankarischen Kirche durch Bischof Isaac Mar Youhanon Koottaplakil (d. h. Ehrendomherr an der Kathedrale von Tiruvalla)

## Veröffentlichungen von Hubert Debatin als Autor
(Quelle: )
- Paulus. Diener Gottes, Diener der Menschen, Werkstunden-Bücherei (WStB) 41, Amorbach: Burgmaier 1936;
- Um die rechte Gotteserkenntnis. Auseinandersetzung zwischen der christlichen und deutschgläubigen Gottesauffassung, WStB 50, Amorbach: Burgmaier 1937;
- Der Brief an Philemon. Paulus bittet für den Sklaven Onesimus, WStB 60, Amorbach: Burgmaier 1938;
- Sünde – was ist das? Von ihrem Wesen und Geheimnis, WStB 34, 2. Aufl. Amorbach: Burgmaier 1939
- Weitere, im Selbstverlag erschienene Schriften: https://portal.dnb.de/opac/simpleSearch?reset=true&cqlMode=true&query=auRef%3D1012577511&selectedCategory=any